# Wijnbouw in Polen

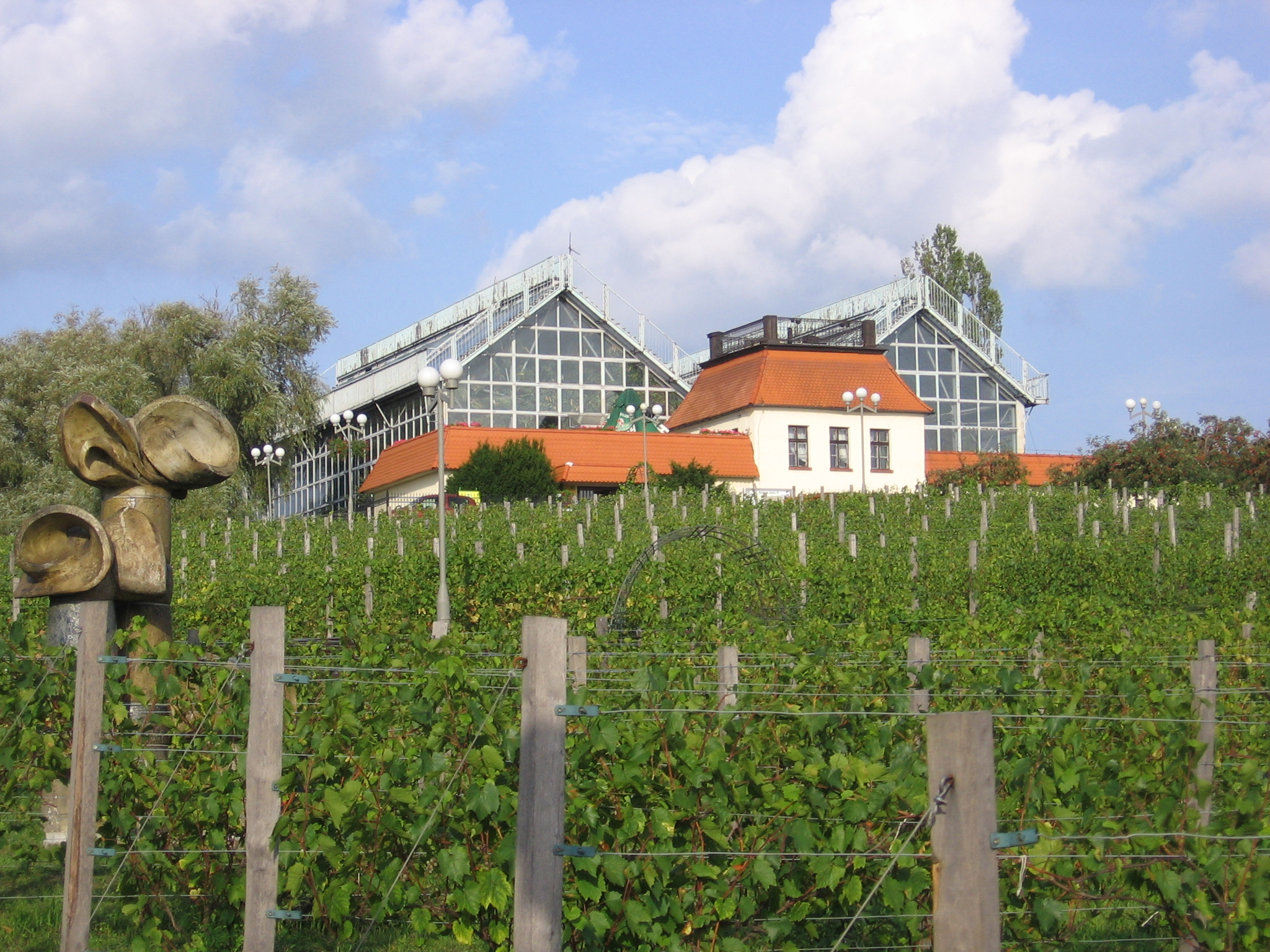
Het “Palmiarnia Zielonogórska” op de “groene heuvel” bij Zielona Góra met wijngaard.

De wijnbouw in Polen wordt voornamelijk in het zuidwestelijke en zuidoostelijke deel van het land uitgeoefend. Hoewel in Polen volgens archeologische opgravingen al in de 9e eeuw wijnstokken hebben gestaan, is de productie van wijn bescheiden geweest. 
Mede door Europese regelgeving en kennis van oenologie, komt de wijnbouw in het land op een hoger niveau. Ook de waardering voor wijn door de plaatselijke consument – die vooral wodka en bier kent – is deze ontwikkeling zich aan het doorzetten. Al richt de smaakontwikkeling zich vooral op geïmporteerde wijn uit de gevestigde wijnlanden.

## Geschiedenis
De vroegste sporen van wijnbouw zijn gevonden nabij Zielona Góra in de provincie Silezië en dateren uit de 9e eeuw. 
In de middeleeuwen is de wijnbouw door monniken verder ontwikkeld. In een bul van paus Innocentius II uit 1136 wordt bevestigd dat het aartsbisdom van Gniezno inkomsten genereerde uit wijngaarden rond Plock en Wloclawek. De wijnstokken kwamen waarschijnlijk uit het zuiden van het Groot-Moravische Rijk.
De typische Poolse druif jutrzenka werd toen op de heuvel van Wawel geplant, aldus de getuigenis van een Arabische geograaf die destijds naar Polen reisde. Overigens, die wijngaarden hielden stand tot de 19e eeuw. Daarna werden deze door de Oostenrijkers verwijderd om ruimte te maken voor een citadel.
Rond de millenniumwisseling is Polen opgenomen in wijnbouwzone A van de Europese Unie. Hiermee heeft het land het recht om drie miljoen flessen wijn per jaar te produceren.

## Klimaat

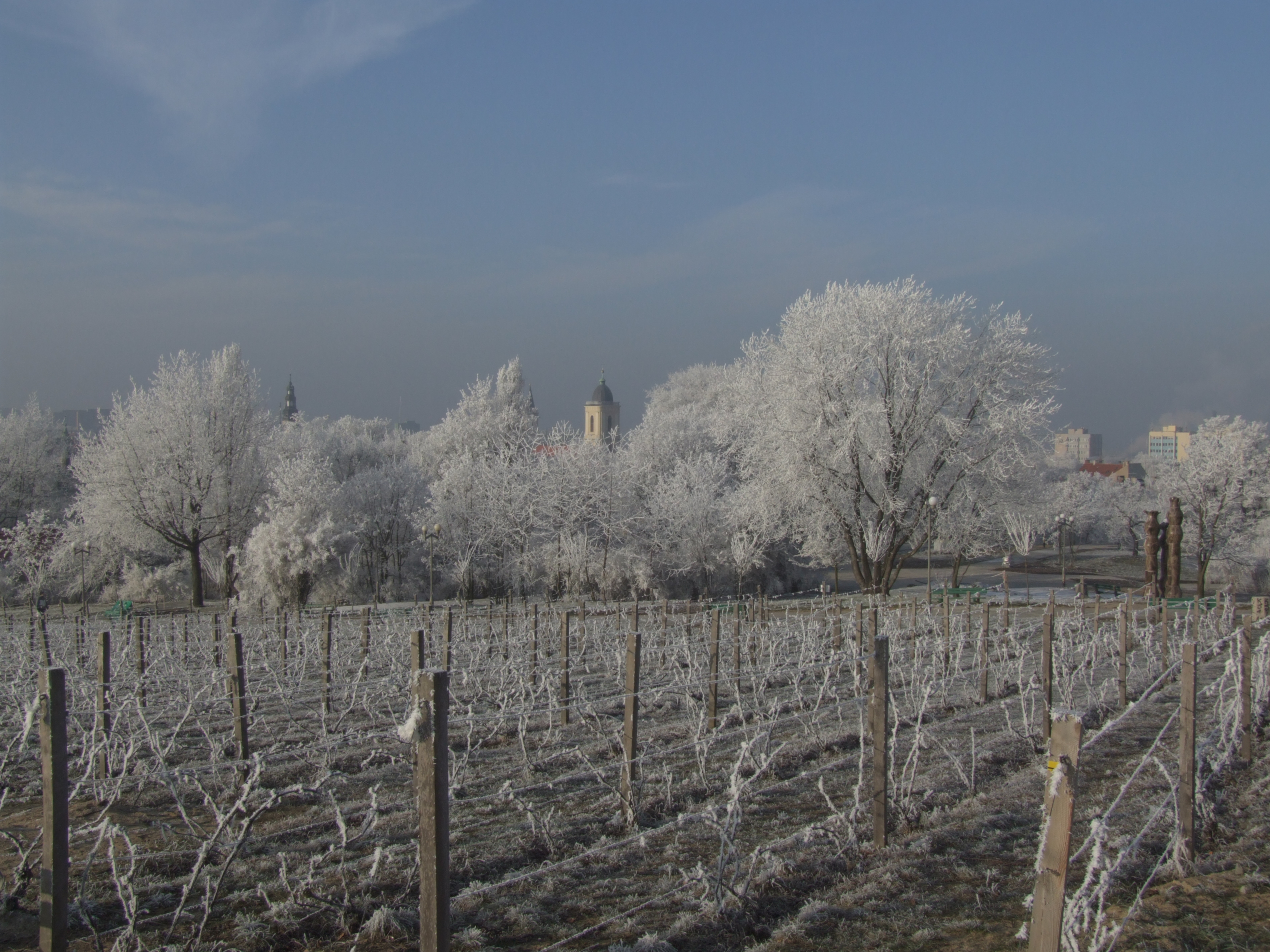
Poolse wijngaard in de winter.

Met natte herfst en lange strenge winters zijn in Polen de omstandigheden in de wijngaarden niet ideaal. Iets beter is het rondom de stad Zielona Góra. Daar heerst een gematigd klimaat met nog wat invloeden van de Atlantische Oceaan. Het temperatuurgemiddelde is daar in de maand juli 18,3 graden en in januari −1,3 graden. Deze omstandigheden zijn te vergelijken met die in Duitsland. Met name die van het 250 kilometer westelijker gelegen Saksen en Saale-Unstrut.

## Druivenrassen
Geschikte druivenrassen om in Polen te worden gecultiveerd zijn riesling, chardonnay, gewürztraminer, ruländer (pinot gris), sylvaner, seyval blanc en rondo. Deze variëteiten werden met behulp van wetenschappers uit Rusland, Moldavië en Canada in de jaren negentig aangeplant. Er zijn verschillende variëteiten toegestaan.

## Economische ontwikkelingen

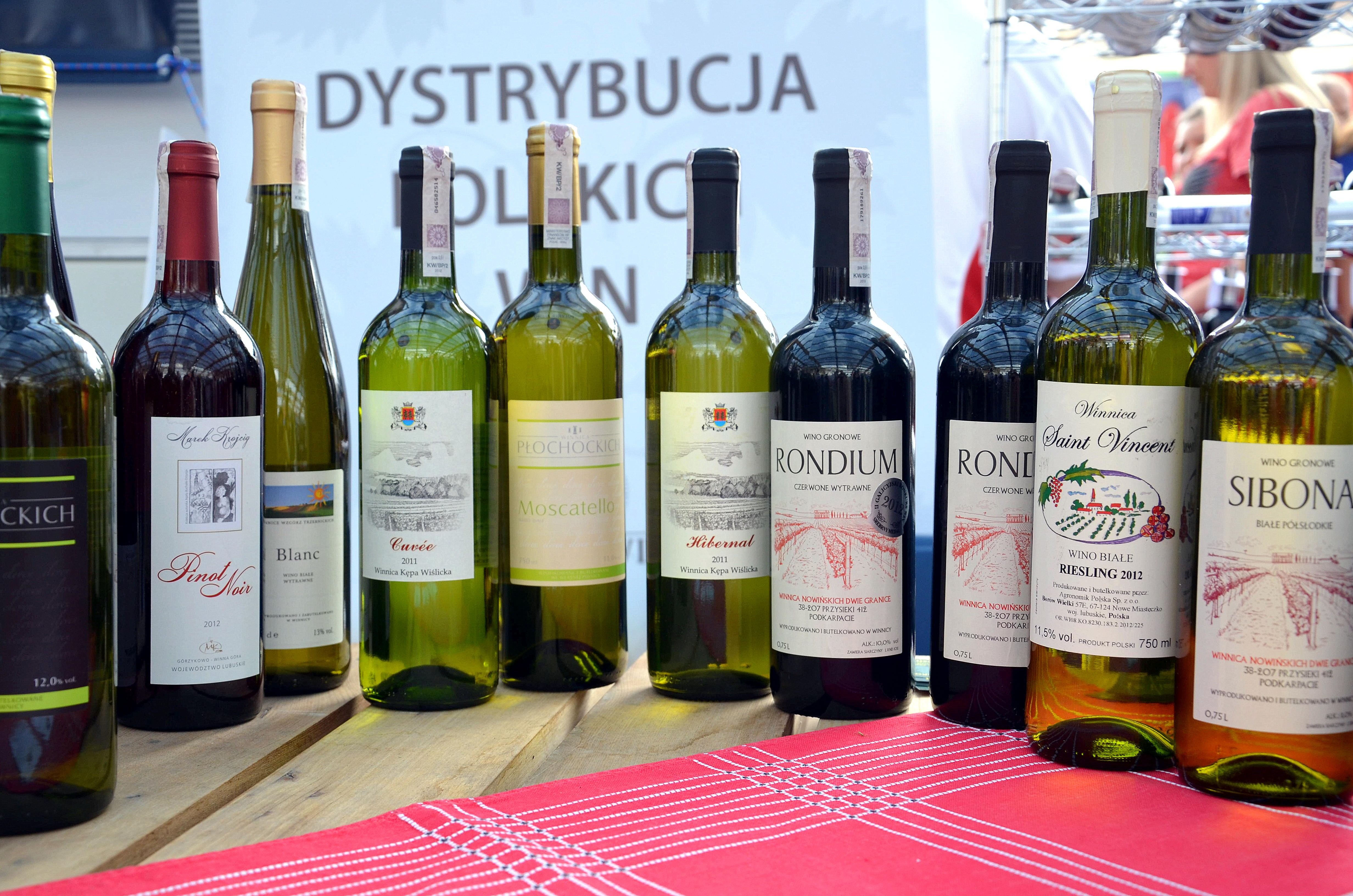
Flessen wijn uit Polen en Silezië.

Voorheen kende men het begrip “wijn” allerlei uit fruit vergiste dranken toe. Echter wijn uit druiven – van de vitis vinifera – was tot dan toe niet beschermd en als zodanig herkenbaar. Hierdoor bleef zij onderontwikkeld, hetwelk overigens ook in standgehouden werd door wetgeving waarin de staat bepaalde restricties oplegde.
Vanaf 2008 is de wetgeving gaan veranderen en wordt per mei 2011 door wetgever en wijnproducenten aan verplichte registraties gewerkt, onder meer als opmaat naar een classificatiesysteem voor wijn.
Begin 21e eeuw waren er al zo'n 200 wijnbedrijven. Het oppervlak met druivenstokken groeide in 2004 van 155 naar 400 hectare. Vanwege de enorme fragmentatie is dat verdeeld over meer dan 2000 percelen. Enkele grotere wijngaarden liggen bij Jaslo op 50 kilometer vanaf de Slowaakse grens. Er zijn ook (kleine) wijngaarden in Rzeszów, Lublin, Wroclaw en Kazimierz Dolny.
De wijnproductie over het gehele land bedroeg in 2004 al 200.000 hectoliter met 2.500 mensen in de economische sector van wijn werkzaam.
Om de wijnbouw commercieel te maken hebben de autoriteiten in de Karpaten een programma opgezet ter ondersteuning van wijngaarden tussen de 0,1 en 50 hectare. Ook wil men het investeren in moderne apparatuur bevorderen. Voor deze initiatieven heeft men goedkeuring van de Europese Unie gekregen.
Een aantal tamelijk grote wijnproducenten zijn:
- Winnica Adoria
- Winnica Jaworek
- Winnica Maria Anna
- Winnica Panas Mierzęcin
- Winnica Płochockich
- Winnica Golesz
- Winnica Debogora

Deze laatste – Winnica Debogora, in het Nederlands genoemd “De Eikenhoogte” – levert haar druiven aan het Nederlandse wijngoed “Hof van Twente”, om aldaar te worden verwerkt tot wijn.

## Varia
Ten tijde van de benoeming van het EU-voorzitterschap 2012 hebben Poolse wijnmakers een protestbrief aan de premier en minister van buitenlandse zaken van Polen geschreven waarin zij hun ongenoegen uiten dat er “Goede Hongaarse wijnen” in plaats van Poolse wijnen uitgeschonken werden. Dit met het oog op de ontluikende wijnindustrie van Polen, zou dat een nadelige invloed hebben.